# Aeschnophlebia
Aeschnophlebia – rodzaj ważek z rodziny żagnicowatych (Aeshnidae).

## Systematyka
Takson ten, w randze podrodzaju rodzaju Telephlebia, wprowadził w 1883 roku belgijski polityk i zoolog Edmond de Sélys Longchamps. Do Aeschnophlebia zaliczył trzy gatunki: A. optata, A. longistigma i A. anisoptera, ale nie wskazał gatunku typowego. Na gatunek typowy wyznaczono później A. optata. Takson A. optata okazał się synonimem A. milnei – gatunku opisanego przez Sélysa w 1883 roku. Ponieważ A. milnei jest gatunkiem typowym Planaeschna McLachlan, 1896, a A. optata gatunkiem typowym Aeschnophlebia, oba te rodzaje są również synonimami, z Aeschnophlebia jako prawidłową nazwą. Pozostałe gatunki do niedawna zaliczane do Aeschnophlebia (A. longistigma i A. anisoptera) przeniesiono do rodzaju Brachytron.

### Podział systematyczny
Do rodzaju należą następujące gatunki:

- Aeschnophlebia asahinai (Karube, 2011)
- Aeschnophlebia bachmaensis (Karube, 2002)
- Aeschnophlebia caudispina (Zhang & Cai, 2013)
- Aeschnophlebia celia (Wilson & Reels, 2001)
- Aeschnophlebia chiengmaiensis (Asahina, 1981)
- Aeschnophlebia crux (Kompier, Karube, Futahashi & Phan, 2021)
- Aeschnophlebia cucphuongensis (Karube, 1999)
- Aeschnophlebia gressitti (Karube, 2002)
- Aeschnophlebia haui (Wilson & Xu, 2008)
- Aeschnophlebia intersedens (Martin, 1909)
- Aeschnophlebia ishigakiana (Asahina, 1951)
- Aeschnophlebia laoshanensis (Zhang, Yeh & Tong, 2010)
- Aeschnophlebia liui (Xu, Chen & Qiu, 2009)
- Aeschnophlebia maculifrons (Zhang & Cai, 2013)
- Aeschnophlebia maolanensis (Zhou & Bao, 2002)
- Aeschnophlebia milnei (Selys, 1883)
- Aeschnophlebia monticola (Zhang & Cai, 2013)
- Aeschnophlebia nankunshanensis (Zhang, Yeh & Tong, 2010)
- Aeschnophlebia nanlingensis (Wilson & Xu, 2008)
- Aeschnophlebia owadai (Karube, 2002)
- Aeschnophlebia poumai (Joshi & Kunte, 2017)
- Aeschnophlebia risi (Asahina, 1964)
- Aeschnophlebia robusta (Zhang & Cai, 2013)
- Aeschnophlebia samurai (Kompier, Karube, Futahashi & Phan, 2021)
- Aeschnophlebia shanxiensis (Zhu & Zhang, 2001)
- Aeschnophlebia skiaperipola (Wilson & Xu, 2008)
- Aeschnophlebia suichangensis (Zhou & Wei, 1980)
- Aeschnophlebia taiwana (Asahina, 1951)
- Aeschnophlebia tamdaoensis (Asahina, 1996)
- Aeschnophlebia tomokunii (Asahina, 1996)
- Aeschnophlebia tsuchi (Kompier, Karube, Futahashi & Phan, 2021)
- Aeschnophlebia viridis (Karube, 2004)